# جون أبيلسون
جون أبيلسون (بالإنجليزية: John Abelson)‏ هو عالم كيمياء حيوية وعالم وراثة وأحيائي أمريكي، ولد في 1938 في غراند كولي في الولايات المتحدة.